# 岩峅寺駅
岩峅寺駅（いわくらじえき）は、富山県中新川郡立山町岩峅寺にある、富山地方鉄道立山線・上滝線（不二越・上滝線）の駅である。駅番号はT51。
立山線と不二越・上滝線の接続駅で、快速急行停車駅である。

## 歴史
- 1921年（大正10年）
  - 3月19日：立山鉄道（現:立山線）立山駅が開業。
  - 8月20日：富山県営鉄道（現:上滝線）岩峅寺駅が開業[1]。
- 1931年（昭和6年）3月20日：富山電気鉄道が立山鉄道を合併。
- 1936年（昭和11年）8月18日：富山電気鉄道立山駅を廃止して富山県営鉄道岩峅寺駅に乗り入れ。
- 1943年（昭和18年）1月1日：交通大統合により、県営鉄道は富山電気鉄道に譲渡、富山電気鉄道は富山地方鉄道に改称。
- 1956年（昭和31年）4月30日：駅舎が竣工[2]。
- 1969年（昭和44年）
  - 5月28日：昭和天皇、香淳皇后が第20回全国植樹祭に合わせて県内を行幸啓。岩峅寺駅発千寿ケ原駅行きのお召し列車（電車）が運転[3]。
  - 8月1日：貨物営業廃止[2]。
- 1985年（昭和60年）11月25日：連絡運輸廃止[4]。

## 駅構造
3面4線の地上駅。1・2番線（対向式ホーム）が立山線のホームで3・4番線（島式ホーム）は不二越・上滝線のホームである。2番ホームは駅舎に直結しており、2番ホームと1・3・4番ホームは構内踏切で連絡している。
備考
- 4番線は立山線と連絡しており、信号機も設置され入線可能であるが、不二越・上滝線のすべての列車はこの駅を起終点駅としている。
- かつては不二越・上滝線から立山線横江方面へ直通する列車も設定されていて、3番線と4番線でも列車の行き違いがなされていた。
- 1番ホームと3・4番ホームを連絡する通路には、3番線と立山線を連絡していた線路の跡がある。寺田駅と同様の配線である。
- 2010年10月16日に運転された16010形中間車の最終運転の臨時列車は、かつて直通列車が入った4番線に到着した。
- ICカード専用改札機が設置されている。

### のりば
| のりば | 路線            | 方向 | 行先                                    |
| ------ | --------------- | ---- | --------------------------------------- |
| 1      | ■立山線         | 上り | 五百石・寺田・（■本線経由）電鉄富山方面 |
| 2      | ■立山線         | 下り | 有峰口・立山方面                        |
| 3・4   | ■不二越・上滝線 | 上り | 上滝・南富山・不二越・電鉄富山方面      |

### 配線図
| ← 寺田 方面 | 岩峅寺駅 鉄道配線略図 | → 立山 方面 |
|             | ↓ 上滝・南富山 方面   |             |
| 凡例 出典:  |                       |             |

## 利用状況
2020年度の1日平均乗降人員は350人であった。
近年の1日平均乗降人員は以下の通り。
| 年度               | 1日平均 乗降人員 | 出典          |
| ------------------ | ---------------- | ------------- |
| 1995年（平成07年） | 568              |               |
| 1996年（平成08年） | 566              |               |
| 1997年（平成09年） | 518              |               |
| 1998年（平成10年） | 502              |               |
| 1999年（平成11年） | 457              |               |
| 2000年（平成12年） | 445              |               |
| 2001年（平成13年） | 419              |               |
| 2002年（平成14年） | 415              |               |
| 2003年（平成15年） | 428              |               |
| 2004年（平成16年） | 415              | [ 町統計 2 ]  |
| 2005年（平成17年） | 432              | [ 町統計 2 ]  |
| 2006年（平成18年） | 442              | [ 町統計 2 ]  |
| 2007年（平成19年） | 421              | [ 町統計 2 ]  |
| 2008年（平成20年） | 404              | [ 町統計 2 ]  |
| 2009年（平成21年） | 380              | [ 町統計 2 ]  |
| 2010年（平成22年） | 382              | [ 町統計 3 ]  |
| 2011年（平成23年） | 390              | [ 町統計 4 ]  |
| 2012年（平成24年） | 397              | [ 町統計 5 ]  |
| 2013年（平成25年） | 380              | [ 町統計 6 ]  |
| 2014年（平成26年） | 389              | [ 町統計 7 ]  |
| 2015年（平成27年） | 402              | [ 町統計 8 ]  |
| 2016年（平成28年） | 407              | [ 町統計 9 ]  |
| 2017年（平成29年） | 417              | [ 町統計 10 ] |
| 2018年（平成30年） | 419              | [ 町統計 11 ] |
| 2019年（令和元年） | 393              | [ 町統計 12 ] |
| 2020年（令和02年） | 350              | [ 町統計 1 ]  |
| 2021年（令和03年） | 347              |               |
| 2022年（令和04年） | 349              |               |
| 2023年（令和05年） | 320              |               |

## 駅周辺
- アルプス農業協同組合立山支店
  - 岩峅寺簡易郵便局
- 立山グリーンパーク吉峰
- 雄山神社前立社壇（岩峅雄山神社）

## 作品における描写
昭和戦前に建築された2階建ての木造駅舎が特徴の岩峅寺駅は、映画のロケ地としても使用されている。
- 劒岳 点の記（2009年、明治後期の富山駅として登場）[6][7]
- RAILWAYS 愛を伝えられない大人たちへ（2011年）[8][9]

## 隣の駅
富山地方鉄道
■立山線
■アルペン特急
通過
■特急
五百石駅 (T46) - 岩峅寺駅 (T51) - 有峰口駅 (T54)
■普通
沢中山駅 (T50) - 岩峅寺駅 (T51) - 横江駅 (T52)
■上滝線
■普通
大川寺駅 (T70) - 岩峅寺駅 (T51)